# Das Sein und das Nichts
Das Sein und das Nichts, Versuch einer phänomenologischen Ontologie (orig. L’être et le néant. Essai d’ontologie phénoménologique von 1943) ist das philosophische Hauptwerk von Jean-Paul Sartre, in dessen Zentrum die Frage nach der ontologischen Begründung der Freiheit steht.
Das Sein und das Nichts gehört zu den großen philosophischen Werken des 20. Jahrhunderts. Im Ausgang von Descartes steht es in der Tradition des französischen Rationalismus und ist zugleich inspiriert von der neueren und zeitgenössischen deutschen Philosophie (Hegel, Husserl, Heidegger).
Mit seiner berühmten phänomenologischen Analyse des Blicks zeigt es die Bedeutung der anderen für das eigene Selbst auf, bearbeitet die ontologische Unterscheidung von Für-Sich und An-Sich sowie das Oszillieren zwischen Kontingenz und Transzendenz, die eigentümlich im Kontrast zu den berühmten Aussagen wie „Verurteilung zur Freiheit“ und Bestimmung zur eigenen Verantwortung als existentielles Schicksal stehen.
Diese Analysen, durchgeführt anhand alltäglicher Phänomene wie Liebe, Scham, Hass, Angst, Selbstlüge oder Sexualität, waren Grund für die breite, aber oft kurzsichtige Rezeption dieses Werkes, das in weiten Kreisen der Annahme Vorschub leistete, der Existenzialismus habe ein grundsätzlich hedonistisches Leben zum Ziel oder sei eine Ausdrucksform von grundsätzlichem Pessimismus.
Sartre beschreibt den Menschen als ständig heimgesucht von dem Versuch, die „ens causa sui“ zu erreichen, ein Sein, das sein eigener Grund ist und das die Religionen Gott nennen. Dieser Leitgedanke des Werks führt Sartre schließlich zum Entwurf einer „existenziellen Psychoanalyse“, die sich als Gegenentwurf zur Freudschen Schule versteht.

## Überblick über das Werk

### Historische Situation und Bedeutung
„Niemals waren wir freier als unter der deutschen Besatzung (…). Da das Nazigift bis in unser Denken eindrang, war jeder richtige Gedanke eine Eroberung …“

Das Sein und das Nichts erscheint 1943 in Paris unter der deutschen Besatzung und erregt zunächst kaum Aufsehen. Sartre hatte 1942 mit der Arbeit begonnen, während er gleichzeitig an seinem ersten Theaterstück Die Fliegen arbeitet. Das Vorhaben: der Nachkriegszeit, die auf jeden Fall als befreites Frankreich und postfaschistische Welt erwartet wird, eine Ideologie liefern. Diese soll eine Neuorientierung jenseits der Totalitarismen Faschismus und Stalinismus sowie überkommener bürgerlicher bzw. christlicher Weltanschauung bieten. Zugleich spiegelt das Werk die Wendung Sartres vom reinen Vorkriegsindividualismus, wie er etwa im Roman Der Ekel von 1938 Ausdruck findet, hin zu einer Sozialphilosophie, die allerdings weiterhin vom anarchistischen Freiheitsbegriff Sartres geprägt bleibt. Das Sein und das Nichts wird die philosophische Grundlegung dessen liefern, was in den Nachkriegsjahren zur Mode des Existentialismus werden wird.

### Systematik: Ontologie und Phänomenologie

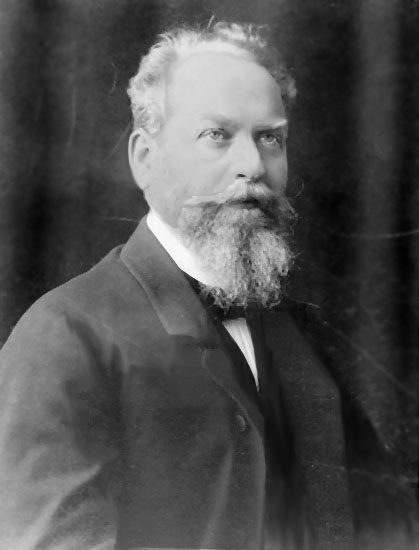
Edmund Husserl

Ontologie und Phänomenologie sind die beiden beherrschenden Begriffe des Werkes.
Phänomenologie ist eine philosophische Strömung des 20. Jahrhunderts, die auf Edmund Husserl zurückgeht, der den philosophischen Tendenzen seiner Zeit, Historismus und Psychologismus, mit einem Ansatz entgegentreten wollte, der den Bestand der logischen Wahrheiten zum Ziel hatte. Die phänomenologische Methode bezog sich deshalb auf die Sachen selbst – wie Husserl sich ausdrückte –, auf das, was uns in unserer alltäglichen Wahrnehmung gegeben ist. Damit vermied Husserl, sich auf den Boden abgeleiteter Begriffe und Theorien zu stellen. Von diesem sogenannten Phänomen geht die Phänomenologie aus.
Ontologie ist die Lehre des Seins. Die Ontologie als Teil der Metaphysik führt einzelne Dinge, Begriffe, Sachen auf grundlegende Begriffe, Dinge, Sachen zurück. In letzter Instanz auf ein Sein, welches allem anderen zugrunde liegt.

### Grundbegriffe
Einige Begriffe in SN sind wesentlich für das Verständnis des gesamten Werkes. Dabei werden in der Einleitung einige Begriffe entwickelt, um auf ihrer Basis später die Phänomenanalysen durchzuführen. Diese Begriffe sind zwar philosophiegeschichtlich bekannt und ihre Entstehung wird vom Autor vorausgesetzt, jedoch erhalten sie eine leichte Veränderung durch die Diskussion. Insbesondere der Begriff Phänomen, der in Auseinandersetzung mit Husserl und Heidegger gewonnen wird, ist hier wichtig, das Begriffspaar Faktizität und Transzendenz, sowie das Begriffspaar An-sich und Für-sich.
Alle diese Begriffe erhalten in Das Sein und das Nichts eine spezifische Bedeutung. Diese Bedeutungen sind Ausdruck der spezifischen Fragestellung des Autors und werden deshalb in ihrer Bedeutung der Darstellung des Werkes vorangestellt.

#### Phänomen
Anfang des 20. Jahrhunderts entstand die neue philosophische Richtung der Phänomenologie unter dem Einfluss von Edmund Husserl. Die bedeutendsten Vertreter dieser Strömung sind – neben Husserl – Heidegger, Max Scheler, Merleau-Ponty, Waldenfels und Sartre. Husserl sah die Situation der damaligen Philosophie als Hilfswissenschaft der Naturwissenschaften degradiert und war bemüht, die Philosophie als Wissenschaft zu rehabilitieren. Über die Auseinandersetzung mit dem Psychologismus und dem Szientismus gelangt Husserl zu dem, im Sinne Descartes gedachten, Neuanfang der Philosophie, welcher seitdem mit dem phänomenologischen Ausdruck, zu den Sachen selbst auf eine kurze Formel gebracht wird. Zentrum dieses Ausdrucks ist der Begriff des Phänomens, mit dem Husserl das reine Erscheinen einer Sache beschreibt. Husserl geht davon aus, dass leibhaftig gegebene Wahrnehmungen, also sehen, riechen, hören, fühlen, einen hohen Grad an Evidenz besitzen, repräsentative Akte, wie zum Beispiel vorstellen, phantasieren, erinnern usw. dagegen weniger evident sind. Damit sind theoretische Konstruktionen, wenngleich sie durchaus notwendig sind, nicht von der gleichen Bedeutung für das phänomenologische Vorgehen wie die leibhaftigen Wahrnehmungen. Ausgangspunkt der Phänomenologie bleibt damit das Phänomen des leibhaftig Gegebenen. Damit unterscheidet sich Husserl von der bisherigen Tradition der Philosophie und den oben genannten Vertretern der Wissenschaften. Die Phänomenologie sieht hinter dem Phänomen keine Wahrheit oder Substanz, von der aus das Phänomen gedacht wird, sondern bleibt fundamental auf das Phänomen bezogen.

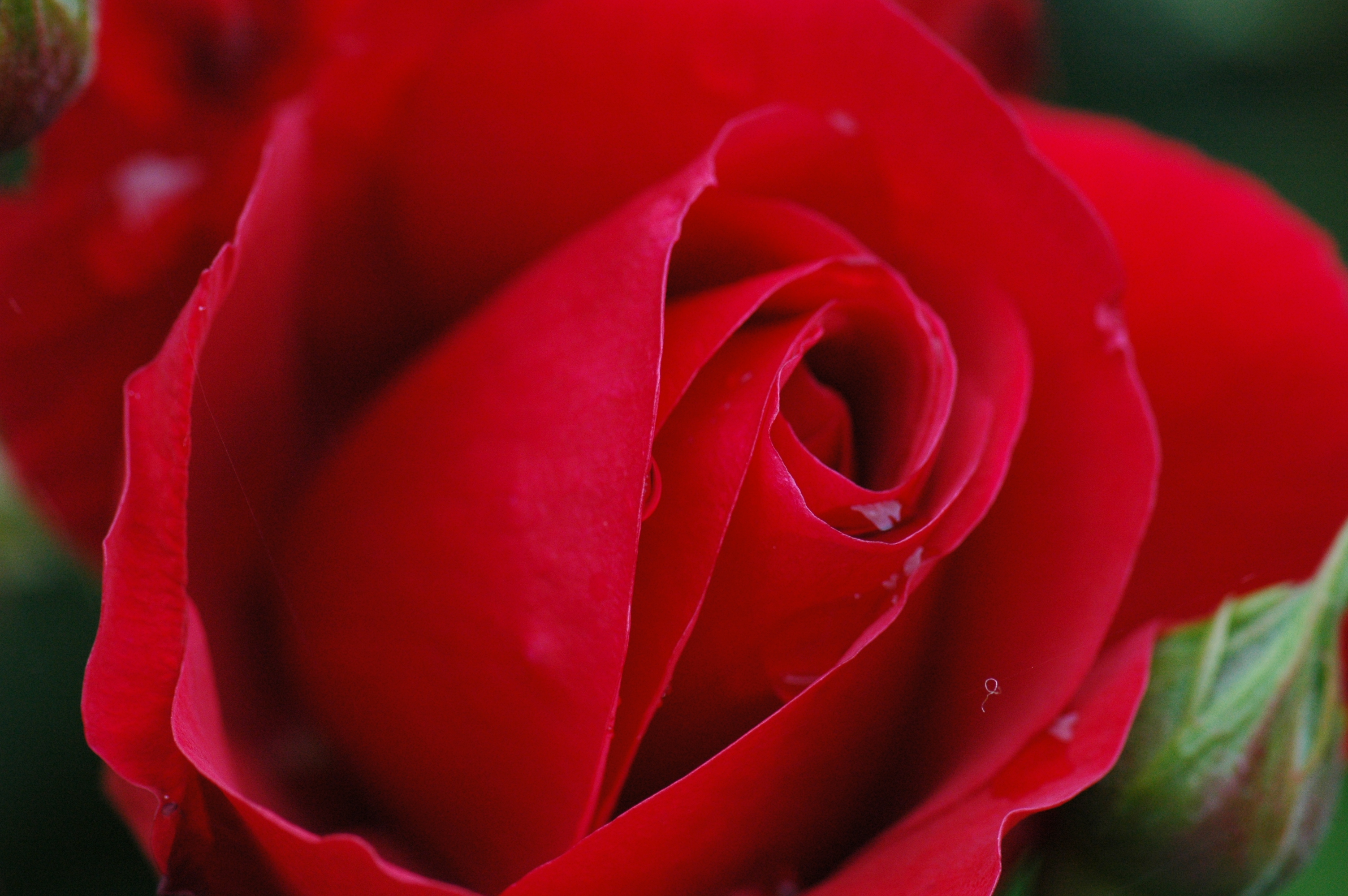
Eine Rose ist eine Rose ist eine Rose …

Das Erscheinen ist absolut in dem Sinne, dass es auf kein anderes Sein verweist, wie dies zum Beispiel in der Transzendentalphilosophie Kants notwendig gedacht werden muss. Sie sieht in dem Phänomen der Naturwissenschaften, wie zum Beispiel Licht, nicht die reduktionistisch gedachte Wahrheit der Photonen, sondern betrachtet diese Erklärungen vielmehr als eine das Phänomen auf einfachere Erklärungen reduzierende, reduktionistisch im Sprachgebrauch der Phänomenologie theoretische Konstruktion. Den Gewinn dieses Vorgehens stellt die Phänomenologie nicht in Abrede, nur verweigert sie den Schluss, in diesen Erklärungen mehr zu sehen als eine Reduktion.
Das nebenstehende Bild einer Rose soll diese Überlegung verdeutlichen. Ist die Wahrheit der Rose die botanische Betrachtung der systematischen Ordnung? Oder sind es die physiologische und Betrachtung der Abläufe im Inneren der Rose? Sind es die chemischen Überlegungen zum Aufbau der Blattstruktur, der Farbstoffe oder sind es die evolutionären Aspekte? Oder sind es die Betrachtungen des Blumenliebhabers, des Rosenzüchters, des Besitzers einer Rose oder des Betrachters, der an einer Rose vorbei geht? Der Phänomenologe würde keinem hier aufgelisteten Phänomen den Vorrang geben.

#### Präreflexives cogito
Bewusstsein ist nach Edmund Husserl immer Bewusstsein von etwas. Diese Bestimmung hat dieser von Franz Brentano übernommen. Dies bedeutet, dass Bewusstsein nicht leer ist, sondern konstitutiv einen Inhalt benötigt, was bedeutet, dass es kein leeres Bewusstsein geben kann. Reflexion ist das Selbstbetrachten des Bewusstseins. So kann ich mich als Lesenden selbst betrachten, ich kann aber auch nur lesen und bei diesem Lesen ohne ein besonderes Bewusstsein von diesem Lesen sein. Sartre geht in seiner Einleitung davon aus, dass wir nur Reflexion, das heißt, Bewusstsein von unserem Bewusstsein haben können, wenn es eine Struktur gibt, die er als präreflexives cogito bezeichnet, als nicht setzendes Bewusstsein.
In seiner Argumentation geht Sartre wie folgt vor: Sartre geht davon aus, dass das reflexive Bewusstsein das betrachtete Bewusstsein von etwas ist. So bin ich zum Beispiel stolz, schäme mich etc. Das Bewusstsein von etwas bewertet selbst nicht, es ist gänzlich nach außen gerichtet (SN 19). Nach Sartre fehlt dem Bewusstsein von etwas die Distanz, die das setzende Bewusstsein besitzt. Allerdings ist für dieses reflexive Bewusstsein das nicht reflexive Bewusstsein konstitutiv. Am Beispiel des Zählens, welches Sartre selbst wählt, soll dies verdeutlicht werden.
Wenn ich zähle, so kann ich einfach nur zählen, ohne mir darüber bewusst zu sein, dass ich zähle. Werde ich aber gefragt, was ich da mache, so werde ich antworten: „Zählen!“. Sartre geht nun davon aus, dass ich also schon bevor ich mir dieses reflexiv zum Bewusstsein bringe, schon ein Bewusstsein von der Sache haben muss, welches er als präreflexives cogito bezeichnet. Ein unbewusstes Bewusstsein hält Sartre für logisch widersinnig.

#### Das Für-sich-sein und An-sich-sein
Durch seine Untersuchung des phänomenologischen Phänomens entdeckt Sartre zwei voneinander unterschiedene Bereiche des Seins. Mit den Begriffen Für-sich-sein und An-sich-sein beschreibt Sartre diese voneinander getrennten Seinsbereiche. Das An-sich-sein ist dabei als eine Totalität gedacht, die genau das ist, was sie ist. Sartre schält drei Aussagen aus seinen Untersuchungen heraus: Das Sein ist an sich; das Sein ist das, was es ist; das Sein ist. Das An-sich ist an sich, das heißt, es ist unabhängig von einem es betrachtenden Bewusstsein. Dass das An-sich mit sich selbst identisch ist, und nicht in einem Werden begriffen ist, bzw. in irgendeiner Weise von sich getrennt ist, wie das Für-sich-sein, bedeutet die zweite Aussage. Die letzte Aussage sagt letztlich aus, dass das An-sich sich ohne Bezug zum Möglichen oder Notwendigen verhält, das heißt, es ist ohne Grund und Bedeutung. Damit kommt dem An-sich-sein weder Zeitlichkeit noch Räumlichkeit zu.

#### Faktizität und Transzendenz
Faktizität und Transzendenz sind die beiden Strukturmomente des Für-sich-Seins. Der Begriff der Faktizität drückt dabei die paradoxe Tatsache aus, dass das Für-sich-Sein sich zwar seinen Sinn selbst wählt, die Freiheit, allerdings gleichzeitig in einer Situation gebunden sein muss, in der es erst wählen kann. Faktizität bedeutet hier, wie im Gebrauch schon bei Dilthey, dass Herkunft, Nation, Körper und Epoche eine nicht weiter zu hintergehende Grundlage des Menschen bilden. Im Gegensatz hierzu ist das Für-sich-Sein aber auch Transzendenz. Das heißt, es kann seine faktischen Bedingungen durchaus übersteigen. Transzendenz bedeutet hier das, was über das Gegebene hinausgeht. So kann ich als Mensch zwar einen Körper haben, der mich beispielsweise einschränkt, aber ich kann als Für-sich-Sein, diese Faktizität überschreiten, indem ich zum Beispiel meiner Körperlichkeit weniger Bedeutung beimesse, geistige Qualitäten in den Vordergrund stelle etc. Ich kann mich aber meiner Faktizität überlassen und meine Möglichkeiten außer Kraft setzen. Letztlich entkomme ich aber als Für-sich-Sein nicht meiner Verantwortung für meine Wahl. Somit ist meine Transzendenz durchaus auch ein Faktum, das ich zwar leugnen, aber nicht ungeschehen machen kann. Mit dieser Doppelstruktur des Für-sich-Seins werden später die Phänomenanalysen durchgeführt.

### Thematik des Werkes

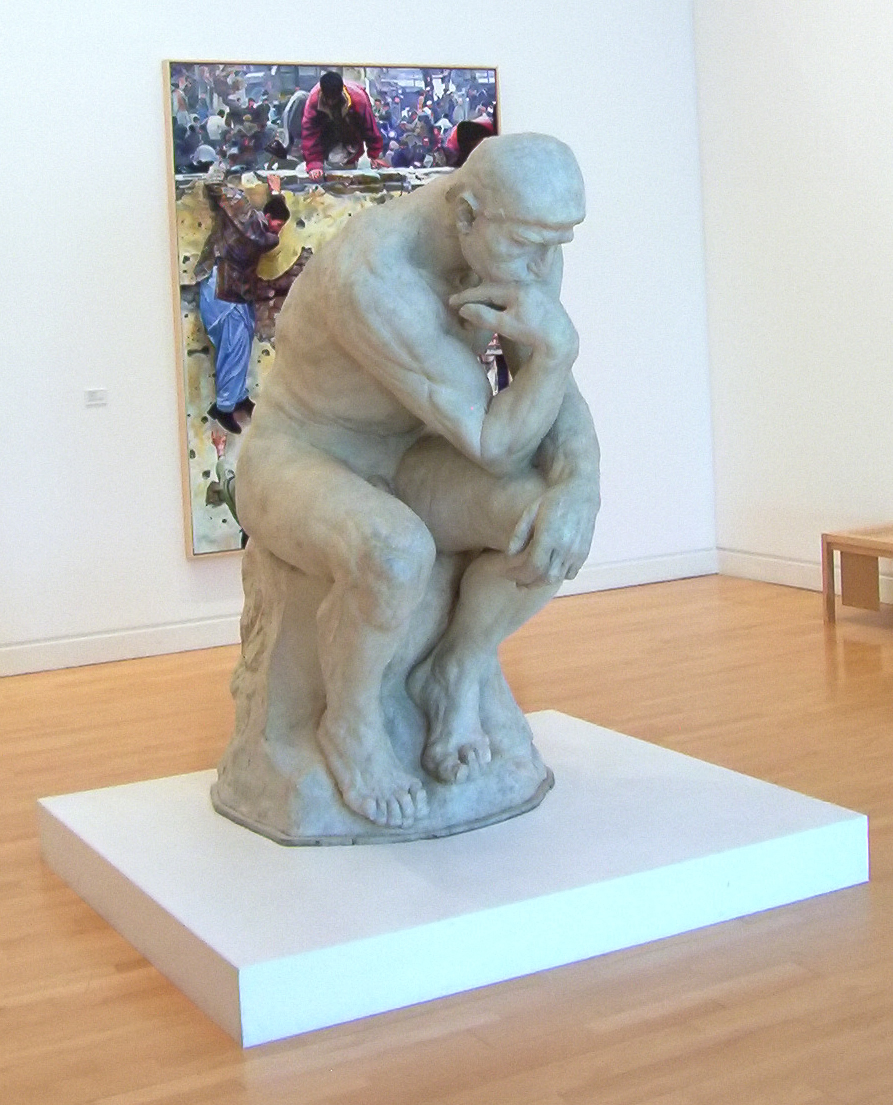
Das menschliche Sein ist das Sein, dem es in seinem Sein um sein Sein selber geht. (Heidegger)

Sartre betitelt das Werk mit Versuch einer phänomenologischen Ontologie. Dies erinnert an Martin Heideggers Aussage in seinem Werk „Sein und Zeit“, Ontologie sei nur als Phänomenologie durchzuführen.
Gemeint ist die Überzeugung, dass nur durch den Zugang zu den Sachen selbst, das Diktum der Phänomenologie, Aussagen über das Sein getroffen werden können. Alle anderen Zugänge sind gemäß dieser Überzeugung nachträglich vermittelt und somit verfälscht. Zwar sind die ontologischen Strukturen verborgen, jedoch hat der Mensch nach Überzeugung von Heidegger und Sartre ein Vorverständnis von Sein, welches Verstehen überhaupt erst ermöglicht. Beide stimmen auch darin überein, dass dieses Vorverständnis im alltäglichen Leben des Menschen aufzufinden sei und dass jede Attitüde des Menschen, Ausdruck seines gesamten Daseins sei, welches wiederum in seinem Sein Ausdruck eines sogenannten Seinsverständnisses sei. Ontologie ist daher nur als Hermeneutik dieses Daseins möglich: als Verstehen unseres alltäglichen Lebens. Damit gewinnen die konkreten Beziehungen, Lebensformen, das Reden, Denken, Lieben, Glauben, Verzweifeln für den phänomenologischen Ontologen eine wesentliche Bedeutung für die Auslegung des Daseins.
Grundlegend für das Werk ist der, der cartesianischen Tradition entstammende, ontologische Dualismus von res extensa (das „An-sich-sein“ der Dinge) und res cogitans (das „Für-Sich-Sein“ des Bewusstseins). Ein Ding ist, was es ist: pure Positivität, „Sein“ bzw. „An-sich-sein“; das „Für Sich“ aber ist, was es nicht ist: es existiert nur im Bezug der Negation zu den Dingen, als Nicht-Sein von etwas.
Wenn Bewusstsein immer schon Bewusstsein von etwas ist, also immer schon einen Gegenstand hat, und zwar in der Weise, dieser Gegenstand nicht zu sein, so ist sein „Sein“ (das „Für-Sich-Sein“) immer schon das „Nichts“ dieses Gegenstands (des „An-sich-seins“): Das „Für-Sich“ taucht als reine Negation in der Positivität des Seins auf als etwas nicht Seiendes oder als nicht etwas Seiendes: Das „Für-Sich“ existiert nur als „Nichts“ des „Seins“.
Die Analyse des „Für-Andere-Seins“, das zunächst – exemplarisch und grundlegend in der Scham – als bloße Antithetik und Konflikt von „Für-Sich“ (Freiheit, Transzendenz, Nicht-Sein von etwas) und „An-Sich“ (Verdinglichung, Faktizität, als des „An-sich-seins“ des „Für-sich“) erfahren wird, soll auch die Vermittlung beider Seinsbereiche erbringen.
Mit seiner berühmten Analyse des Blicks zeigt Sartre die in diesem Sinne seinsverleihende und zugleich „beraubende“ Funktion des Anderen für das Selbst: Für den Anderen hat das „Für-Sich“ eine Außenseite, ein positives „Sein“, das sich dem Zugriff und der Verfügung des „Für-Sich“ beständig entzieht und es seiner „nichtenden“, in Besitz nehmenden und transzendierenden Bestimmung, das heißt seiner Freiheit und seines Weltentwurfs geradezu beraubt: Der Andere taucht als „Nichts“ des „Für-Sich-Seins“ in dessen Welt auf; er begründet damit die „Seinsbegierde“ des „Für-Sich“, den ewig zum „Scheitern“ verurteilten Versuch der Wiederaneignung des so entwendeten Seins und der (Wieder-)Herstellung des Ideals dieser Begierde: Das „An-und-Für-Sich-Sein“ als „ens causa sui“ oder Gott-Sein.

### Gedankengang des Werkes
Ausgangspunkt philosophischen Suchens ist nach Sartre nur das Phänomen (siehe Kapitel Phänomen) im Sinne Husserls. Wird dieses Phänomen auf seine Bedingungen hin befragt, so erhält der Betrachter zwei voneinander getrennte Seinbereiche, das An-sich-sein und das Für-sich-sein. Das An-sich-sein ist das in der alltäglichen Welt vorfindliche Ding, während das Für-sich-sein das Bewusstsein bezeichnet, also die Existenzform des Menschen. Beide Seinsbereiche sind aufeinander bezogen, das An-sich-sein wird vom Für-sich-sein bezeugt, wie Sartre sich ausdrückt, während das Für-sich-sein das An-sich-sein benötigt, um überhaupt sein zu können. Diese Argumentation wird in der Einleitung entwickelt und lässt nach Aussage Sartres entscheidende Fragen offen: Wie ist das Verhältnis beider Seinsbereiche zueinander? Wie kann das Verhältnis zum Sein im Allgemeinen gedacht werden, also gibt es zwei Seinsbereiche oder nur einen? Und wenn weder Realismus noch Idealismus die Verbindung beider Bereiche herstellen kann, welche andere Lösung könnte es geben? Da das An-sich-sein diese Fragen nicht beantworten kann, kommt der Analyse des Für-sich-seins eine große Beweislast zu

„Um zu versuchen, diese Fragen zu beantworten, haben wir das vorliegende Buch geschrieben“

In den folgenden Kapiteln wird Sartre phänomenologisch Alltagserlebnisse analysieren und aufgrund dieser Analysen aufzeigen, wie Menschen als Für-sich-sein zum An-sich-sein stehen und wie unserer Existenz Grundlage für den anderen Menschen, als auch abhängig von ihm ist. In diesen Betrachtungen zeigt sich, dass das Für-sich-sein keine eigene Grundlage besitzt, also Nichts ist und nicht nur das An-sich-sein benötigt, sondern auch das andere Für-sich-sein, welches ihm als Negation des An-sich-seins, welches er als Freiheit bezeichnet, erst einen Grund geben kann. Abgeschlossen wird das Werk mit Überlegungen zur Synthese beider Seinsbereiche. Dieses An und Für Sich Sein wäre eine Existenz, die sich selbst begründen würde: Gott.
Überblick über die Begriffe:
| Seinsbereich         | Art in der Welt | ontologischer Begriff |
| -------------------- | --------------- | --------------------- |
| An Sich Sein         | Dinge           | Seiendes              |
| Für Sich Sein        | Bewusstsein     | Seiendes              |
| An und Für Sich Sein | Gott            | Sein                  |

Als Existenzialist negiert Sartre jegliche Konstruktion eines „An und Für Sich Seins“ wie etwa bei Hegel oder Marx und auch die damit verbundenen Freiheits- und Fortschrittsgedanken. In Aufhebung der als „Gott“ erscheinenden „absoluten Idee“ in Hegels Phänomenologie hat Marx in seiner Analyse des Daseins in übertragenem Sinn „Arbeit“ zum areligiösen „An und Für Sich Sein“ menschlicher Existenz erhoben, wobei er den Menschen tendenziell humanistische Handlungsmotive zugesteht.

### Methode des Werkes
Sartres methodisches Vorgehen steht auf dem Boden der Phänomenologie Husserls und geht stärker auf den intentionalen Bezug des Bewusstseins ein und wird als regressive Analyse bezeichnet. Diese unterscheidet sich vom herkömmlichen Weg der phänomenologischen Reduktion Husserls dadurch, dass Husserl in dieser Reduktion die Erkenntnisse der sogenannte natürliche Einstellung auf ein transzendentales Bewusstsein zurückführt und die Inhalte dieser Erkenntnis als Korrelate ebendieses Bewusstseins versteht. In der regressiven Analyse wird darüber hinaus nach den Seinsbedingungen eben jener Phänomene des Bewusstseins gefragt.
Der Untertitel zeigt bereits den Anspruch des Werkes, Phänomenologie und Ontologie zu verbinden. Sartres Vorgehen ist dabei von einer „regressiven Analyse“ gekennzeichnet, die von der phänomenologischen Betrachtung einzelner Phänomene, z. B. Sprache, Angst, Freiheit etc. nach deren allgemeinen, ihnen zugrundeliegenden notwendigen Strukturen fragt: Was muss der Mensch sein, dass er Angst haben kann? Im Grunde ist die Betrachtung in Das Sein und das Nichts die Darstellung komplexer menschlicher Strukturen, als Ausdruck eines Seins, das einen besonderen Bezug zum Nichts hat, daher der Name des Werkes. Sartre unterscheidet hier zwischen dem menschlichen Sein, als einem Sein, das nicht ist, was es ist und das ist, was es nicht ist (für sich sein) und dem Sein, was ist, was es ist (an sich sein). Der beeindruckende Aspekt dieses Denkens für die anthropologische Betrachtung des Menschen liegt darin, dass Sartre den Menschen nicht als Komposition verschiedener Handlungen oder Eigenschaften denkt, sondern als eine Totalität: Jede Handlung, jede Bewegung ist Ausdruck eines Gesamten, führt auf ein Ganzes zurück und enthüllt die Totalität des Seins des Einzelnen.

### Ideengeschichtliche Grundlage des Werkes
Bernhard Waldenfels beschreibt die ideengeschichtliche Situation in seinem Buch Phänomenologie in Frankreich:

„… das dialektische Begriffsvokabular Hegels (dringt) in alle phänomenologische Beschreibungen ein und bestimmen ihr Schrittmaß vom Ursprung des Nichts über das Für-sich-Sein und das Für-Andere-Sein bis hin zum Entwurf eines idealen An-und-für-sich-Seins. Diese Verflechtung ursprünglich verschieden angelegter theoretischer Raster bildet eine der Hauptschwierigkeiten bei der Lektüre.“

Sartre verflicht in seinem Werk neben Hegel insbesondere Edmund Husserl und Martin Heidegger. In der Einleitung von Das Sein und das Nichts setzt er sich verstärkt mit dem Phänomenbegriff beider Autoren auseinander. Aber weit über diese hinaus, werden dem Leser die gesamten philosophiegeschichtlichen Zusammenhänge von Descartes über Kant bis Heidegger abverlangt.
Sartre entwickelt abweichend von Heidegger seine phänomenologische Ontologie am Begriff des Bewusstseins, welches Heidegger bekanntlich ablehnt, um sich nicht in der Sprache einer Subjektphilosophie ausdrücken zu müssen. Sartre ist damit näher an Husserl als Heidegger ohne sich auf die enge Begrenzung des „cogito“ einzulassen, dessen Boden Husserl nach Sartres Ansicht nicht verlässt. Heidegger dagegen wirft er vor, gänzlich auf den Begriff des Bewusstseins verzichten zu wollen und damit eine wesentliche Dimension menschlicher Existenz auszublenden.
Das folgende Zitat Sartres fasst diese Überlegung Sartres zusammen und zeigt auf, wie der Autor sich die Begrenzungen der Husserlschen Phänomenologie denkt und weshalb er sie in die Nähe des Denken Kants rückt:

„Aber das cogito bietet immer nur das, was man von ihm verlangt. Descartes hatte es auf seinen funktionalen Aspekt hin befragt: "Ich zweifle, ich denke", und da er ohne Leitfaden von diesem funktionalen Aspekt zur existentiellen Dialektik übergehen wollte, verfiel er dem Irrtum des Substantialismus. Durch diesen Fehler belehrt ist Husserl ängstlich auf der Ebene der funktionalen Beschreibung geblieben. Daher ist er niemals über die bloße Beschreibung der Erscheinung als solcher hinausgegangen, hat sich im Cogito eingeschlossen und verdient trotz seines Abstreitens eher ein Phänomenist als ein Phänomenologe genannt zu werden; und ein Phänomenonismus grenzt jederzeit an den Kantischen Idealismus“

Das Zitat rückt die Philosophie Husserls in die Nähe zur Transzendentalphilosophie Kants, die, so jedenfalls Sartres Interpretation, zwar die Dinge beschreibt, es jedoch nicht schafft, sich den Dingen wirklich zu nähern. So wie Kant, wiederum in der Interpretation Sartres, das Ding an sich als denknotwendiges Konstrukt benötigt und somit nicht bei den Dingen selbst verweilt, um seine Transzendentale Ästhetik zu erklären, so bleibt Husserl bei der bloßen Beschreibung der Phänomene, ohne deren ontologischen Status zu klären.

#### Hegel

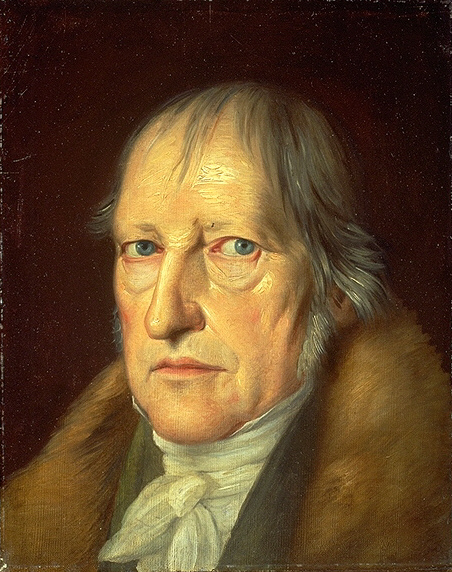
Georg Wilhelm Friedrich Hegel

Sartre bezieht die Grundbegriffe seiner ontologischen Analysen, „Für-Sich“, „An-Sich“ und „Für-Andere-Sein“, von Hegel; seine Darstellung des grundlegenden intersubjektiven Konfliktes beruft sich auf dessen Phänomenologie des Geistes, insbesondere auf den dort idealtypisch dargestellten Kampf um Anerkennung.
Hegel misst dem Ausgang dieses Kampfes auf Leben und Tod eine hohe Bedeutung zu: Er betrachtet ihn als Quelle des Selbstbewusstseins – der Identität.
Hierbei ist das Selbstbewusstsein des Knechts jedoch ein anderes als das des Herrn. Hegel unterscheidet beide Arten des Selbstbewusstseins als „Für-sich-sein“ (Herr) und „Für-andere-sein“ (Knecht). Der Herr gründet sein Selbstbewusstsein auf der Tatsache als Herrscher anerkannt zu sein; er hat in der duellartigen Konfrontation mit dem Anderen die Angst vor dem Tode verachtet und sein Leben riskiert: damit aber hat er zugleich den „absoluten Herrn“ überwunden; er arbeitet nicht, sondern „genießt“. Den Knecht als dem unterlegenen Kombattanten hat diese Angst jedoch ergriffen. Er „zittert“ vor dem absoluten Herrn, will sein Leben bewahren und unterwirft sich. Fortan ist sein Leben durch die Arbeit für den Herrn bestimmt.

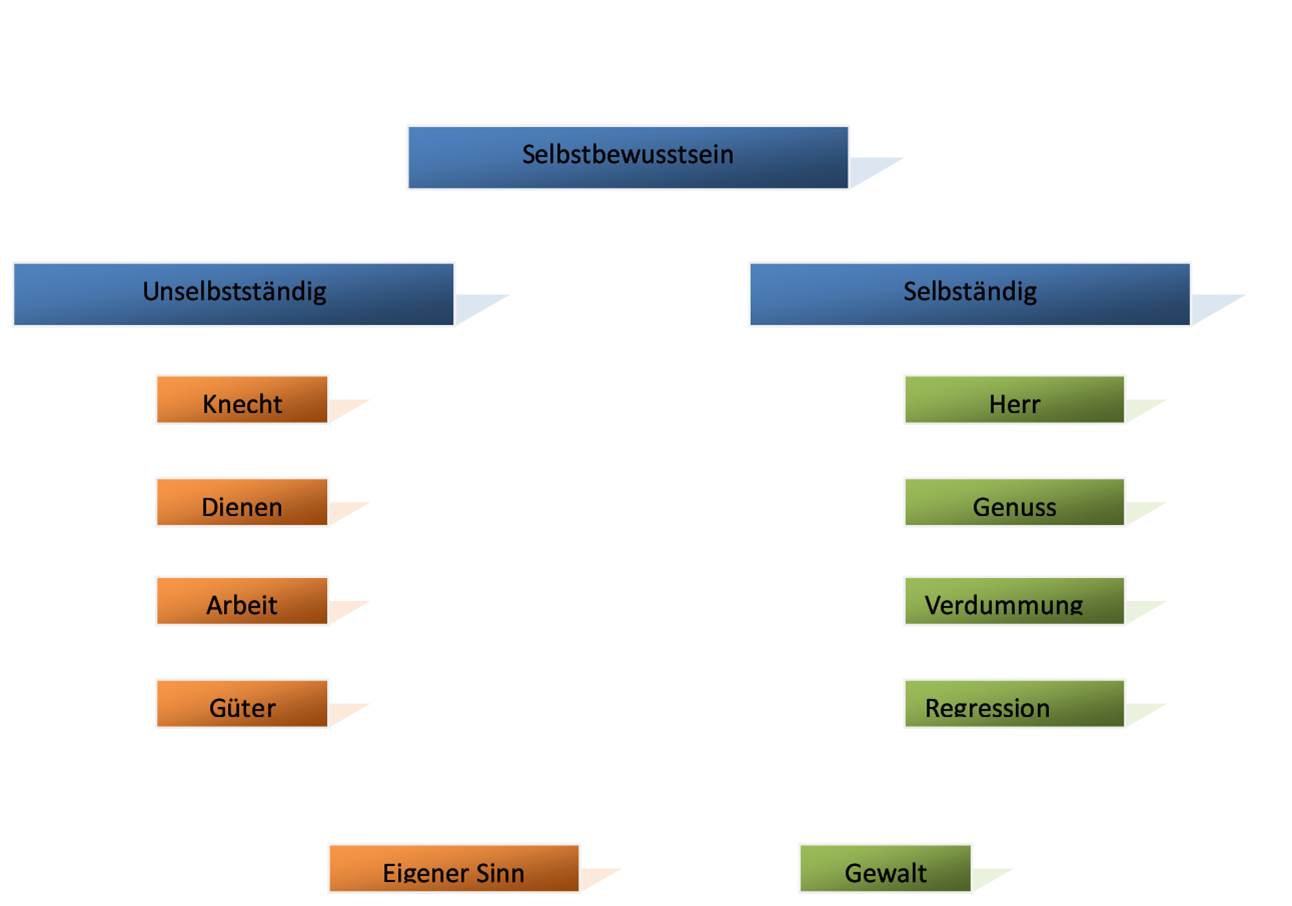
Herr und Knecht

Mit dieser Unterwerfung, die anstelle der realen Tötung des Anderen tritt, beginnt die menschliche Geschichte als Geschichte der Ungleichheit. Diese ist aber zugleich dialektische Entwicklung des Urverhältnisses von „Herr und Knecht“. Der Knecht bezieht sein Selbstbewusstsein im Laufe der Zeit nicht mehr nur aus der Tatsache, für jemand anderen zu sein und zu arbeiten, sondern durch seine „Arbeit“ gelangt er zur Herrschaft über die Natur.
Das Verhältnis von selbständigem und unselbständigem Bewusstsein verkehrt sich geschichtlich zugunsten des Knechts, von dem schließlich der Herr abhängig wird.
Sartre eignet sich das hegelsche Grundmodell menschlicher Beziehung an, um es zugleich seiner historischen Implikationen zu berauben: Die Ontologie des „Für-Andere-Seins“ kennt keine geschichtliche Dialektik sich entwickelnder Selbstbewusstseine, sondern nur die Vergeblichkeit des
Scheiterns eines zugrundeliegenden absoluten (und ahistorischen) Projekts: Des „An-und-Für-Sich-Seins“ oder Gottseins. Der Existentialismus ist im Gegensatz zu Hegel kein historischer Idealismus: Hier vollzieht sich kein „Fortschritt im Bewusstsein der Freiheit“ (Hegel), sondern die (resignative) Einsicht in die ontologische Ausweglosigkeit der (zwischen-)menschlichen Bemühung.
„Für-Sich“ und „Für-Andere-Sein“ bleiben „unversöhnt“; ein „Selbstbewusstsein“ im Sinne Hegels existiert nur als verdinglichender Gegensatz zum „Für-Sich“.
Ausgangspunkt von Das Sein und das Nichts bleiben trotz aller Systematik und philosophiegeschichtlichen Tradition die vortheoretischen Grundüberlegungen Sartres, die dieser aus seiner individuellen Lebenserfahrung gewonnen hatte und die sich in prominenten, formelhaften Wendungen seines Existentialismus widerspiegeln: So etwa der einer „Verurteilung zur Freiheit“.

## Inhalt des Werkes

### Einleitung
Die Einleitung des Werkes ist mit dem Titel Auf der Suche nach dem Sein betitelt. Damit ist auch das Grundprogramm der Einleitung beschrieben: Sartre muss, will er das Programm einer phänomenologischen Ontologie umsetzen, aufzeigen, wie vom Phänomen zum Sein zu gelangen ist. Diese Aufgabe stellt ihn vor das Problem, aus einem reinen Phänomen dessen Grundlage zu entwickeln. Im Vergleich: Klassische Ontologien entwickeln ihre Theorien auf Basis von Argumentationen. Eine phänomenologische Ontologie ist genötigt, diese Basis auf dem Boden von Phänomenen zu entwickeln. In der Einleitung wird Sartre nun zunächst am Phänomenbegriff entlang des Seins argumentativ entwickeln. Der Rest des Buches wird sich dem phänomenologischen Aufweis dieser Argumentation stellen.
Sartre legt nun das Grundgerüst seines philosophischen Ansatzes dar. Zwei Themenbereiche werden dort ausgearbeitet:
- die Analyse des Phänomens und des Phänomen-Sein,
- die Analyse des Bewusstseins und des Selbstbewusstseins.

Ausgangspunkt seiner Untersuchung ist der Phänomenbegriff Husserls, den er als entscheidenden Fortschritt im modernen Denken sieht. Demnach habe das moderne Denken, und Sartre identifiziert das moderne Denken mit der Phänomenologie Husserls, den Dualismus von Sein und Erscheinung überwunden und erkannt. Das Phänomen ist in dem Sinne absolut, dass es nicht nur auf etwas Dahinterliegendes verweist, wie zum Beispiel das sichtbare Licht auf die dahinterliegenden Photonen, sondern das Phänomen selbst als relativ-absolutes auf die gesamte Reihe möglicher Erscheinungen verweist. Das heißt, eine Wahrnehmung einer Seite eines Hauses verweist auf alle möglichen perspektivischen Wahrnehmungen eines Hauses.
Wenn aber nun kein Sein hinter der Erscheinung zu finden ist, wie Sartre in der Auseinandersetzung mit Kant, Husserl und Heidegger herausarbeitet, was ist dann seinerseits die Bedingung für das Phänomen, dem Sein dieses Erscheinens.
Sartre bezieht sich bei seiner Suche auf die Tatsache eines vorontologischen Seinsverständnisses, welches jeder Mensch, nach seinem Verständnis, besitzt. In Stimmungen wie Ekel, Langeweile oder auch Angst wird die Seinserscheinung erfahr- und beschreibbar. Diese Überzeugung teilt er mit Heidegger. Dieses erfahrene Sein nun bezeichnet Sartre als Seinsphänomen [phénomène d’être]. Bei Husserl und Heidegger wird dieses Seinsphänomen als Wesen oder Sinn des Seienden aufgefasst.
Da nun aber nach Sartre das Seinsphänomen [phénomène d’être] nicht das Sein ist, auf dessen Grundlage sich der Sinn des Seins manifestiert, benötigt das Seinsphänomen seinerseits einen Grund: das Sein des Phänomens [l’être du phénomène]. Dieses Sein des Phänomens [l’être du phénomène] wird von Sartre im folgenden Verlauf der Arbeit als transphänomenales Sein bezeichnet, womit Sartre ausdrücken möchte, dass dieses Sein weder erkennbar noch erscheinend ist. Sartre behauptet hiermit die Gleichzeitigkeit von Phänomenalität und Transphänomenalität, worin auch nach dem Verständnis einiger Interpretatoren die besondere Pointe der Ontologie Sartres liegt. Gemeint ist damit, dass das Sein des Phänomens sich nicht im phänomenalen Seinsphänomen auflöst, sondern eben über dieses hinaus weist, seinerseits aber nur über das Seinsphänomen erschlossen werden kann.
Sartre unterscheidet nun zwei Formen des transphänomenalen Seins:
- das transphänomenale Sein des Subjekts und
- das transphänomenale Sein des Phänomens.

In seiner Argumentation zeigt Sartre auf, dass das Erkennen des Subjekts in einem Sein begründet liegt, da ansonsten die Erkenntnis sich auflösen müsse. Sartre geht hier also analog zur Argumentation zur Begründung des Sein des Phänomens vor. Dieses transphänomenale Sein des Subjekts ist nun laut Sartre das Bewusstsein.
Argumentationsgang der Einleitung:
| Ausgang  | 1. Argumentationsschritt | 2. Argumentationsschritt  | 3. Argumentationsschritt |
| -------- | ------------------------ | ------------------------- | ------------------------ |
| Phänomen | Seinsphänomen            |                           |                          |
|          | Sein des Phänomens       | präreflexives Bewusstsein | Für-Sich                 |
|          |                          | Ding                      | An-Sich                  |

### Das Nichts
In Sartres phänomenologischer Ontologie, wird das Nichts als konstitutives Moment menschlichen Seins begriffen.

#### Der Ursprung der Verneinung
Die ersten Überlegungen in Das Sein und das Nichts haben Sartre in eine Sackgasse geführt, die ihn vor das Problem einer grundsätzlichen Trennung der von ihm entdeckten Seinsbereiche An-sich-sein und Für-sich-Sein stellen. Das An-sich-sein beschreibt er als das Sein, was ist, was es ist und jenes Sein, das Für-sich-Sein, was zu sein hat, was es ist. Hier zeigt sich der Ursprung der Negation, die sich bereits in der Grundstruktur des Für-Sich-Seins zeigt. Da das Für-sich-Sein nicht ist, was es ist, sondern dieses zu sein hat, beginnt hier die Verneinung, die sich später in allen alltäglichen Negationen wiederfindet. Das Für-sich-Sein ist schon in seinem Seinsmodus negativ.

#### Die Unaufrichtigkeit
In Kapitel 2 (SN 91) beschreibt Sartre das Phänomen der Unaufrichtigkeit (mauvaise foi), in einigen Übersetzungen auch als Selbstlüge bezeichnet. Dieses Phänomen wird zunächst in phänomenologischer Hinsicht beschrieben (Deskription). Zunächst wird das einfachere, zugrundeliegende Phänomen beschrieben – die Lüge. Bei dieser Beschreibung fallen folgende Aspekte auf:
In der Lüge gibt es
- einen Lügner,
- einen Belogenen,
- den Gegenstand der Lüge – die Wahrheit bzw. vermeintliche Wahrheit.

Diese drei Strukturmomente sind für die Lüge notwendig. Der Lügner belügt den Belogenen über eine Wahrheit, die der Lügner kennt und der Belogene nicht kennen darf. Dieser hält die Lüge für die Wahrheit. Nun verlangt das Phänomen der Selbstlüge aber eine Struktur, die diese Aspekte in einer einzigen Person vereinigt. Dies führt zu der Frage, wie denn der Lügner selbst der Belogene sein kann, da jener doch die Wahrheit kennt, die er dem anderen vorenthält. Sartres Frage berührt diese Struktur. Wenn es die Selbstlüge gibt, und dass es sie gibt, davon geht Sartre hier aus, wenn es also möglich ist, uns selbst zu belügen, was muss dann der Mensch in seinem Sein sein, dass es diese Möglichkeit gibt?
Das Phänomen der Selbstlüge wird natürlich auch in anderen philosophischen und psychologischen Konzepten erläutert; man vergleiche hier nur die Abwehrmechanismen der Spaltung und Verdrängung in der Theorie der Psychoanalyse. Der Unterschied zu diesen Konzepten besteht in der grundsätzlichen Fragestellung einer phänomenologischen Ontologie im Sinne Sartres, die den Anspruch erhebt, auch für diese Theorien eine Erklärung für die grundsätzlichen Möglichkeitsbedingungen solcher Phänomene wie Spaltung oder Verdrängung zu bieten.

### Das Für-sich
Das Für-Sich ist der zweite Teil des Das Sein und das Nichts, das sich in die Kapitel
- Die unmittelbaren Strukturen des Für-Sich
- Die Zeitlichkeit und
- Die Transzendenz

aufteilt. Das Für-Sich ist nach Sartre das Sein, durch welches das Nichts in die Welt kommt. In den drei Kapiteln des zweiten Teils wird diese Thematik aufgeschlüsselt.

### Das Für-andere-sein
Im dritten Teil des Werkes wendet sich Sartre dem Thema des Alter Ego zu. Zunächst erörtert er das Problem in der philosophischen Tradition, um über die Ansätze bei Husserl, Hegel und Heidegger in der bekannten Analyse des Blicks das Problemfeld neu zu öffnen. Danach wendet er sich den Betrachtungen des Leibes zu, um dann nach diesen Vorarbeiten über die konkreten Beziehungen zum Anderen, Liebe, Sprache, Masochismus sowie Gleichgültigkeit, Begierde, Hass und Sadismus seine Überlegungen darzulegen. Abgeschlossen werden die Überlegungen zu den Begriffen Mitsein und Wir.

#### Die Fremdexistenz
In der Tradition der Philosophie wird das Thema der Fremdexistenz mit dem Begriff des Solipsismus verbunden. Gemeint ist das Problem, wie ich davon Erkenntnis erlangen kann, dass der andere Mensch auch wirklich ein Mensch ist, so wie ich einer bin. Wenn es mir nicht gelingt dieses aufzuweisen, so bleibe ich als Einzelner einsam in der Welt. Sartre zeigt nun auf, dass die beiden großen Richtungen der Philosophie, der Idealismus und der Realismus, keine echte Lösung dieses Problems aufweisen können. Der Realist wird zum Idealisten und der Idealist zum Realisten. Damit scheitern beide Systeme am Problem der Fremdexistenz. Dass wir aber nun in der Tat durch die Existenz des Anderen verändert werden, ist für Sartre selbstverständlich. In verschiedenen Beispielen zeigt er dieses auf. Wenn aber die beiden Hauptsichtweisen der Philosophie dieses nicht erklären können, so drängt sich die Frage auf, wie dieses Phänomen der Fremdexistenz erklärt werden kann. Zu diesem Zweck untersucht der Autor die Lösungsansätze bei Husserl, Hegel und Heidegger, in deren philosophischen Systemen er sich ja bewegt bzw. deren Systeme er ja in der Einleitung als Fortschritt des modernen Denkens bezeichnet hat. Allen drei Autoren wirft er vor, dass es ihnen nicht gelungen ist, das Problem des Solipsismus gelöst zu haben, da diese auf dem Weg einer grundsätzlichen Ableitung von mir auf den Anderen auf der Ebene der Erkenntnis verbleiben, somit der Ebene des reflexiven Bewusstseins. Sartres Ansatz geht dagegen auf die Ebene des präreflexiven Bewusstseins ein. Der Vorteil dieses Ansatzes liegt darin, so der Autor, dass die Gewissheit der Existenz des Anderen evidenter ist. Auf der Ebene der konkreten Beziehungen zum Anderen gelangt Sartre über die phänomenologischen Beschreibungen zu der Gewissheit der Fremdexistenz:

„Und zu einer festeren Gewissheit kann es eine Erörterung des Mit-Seins auf dem Niveau der Intersubjektivität nicht bringen.“

##### Der Blick

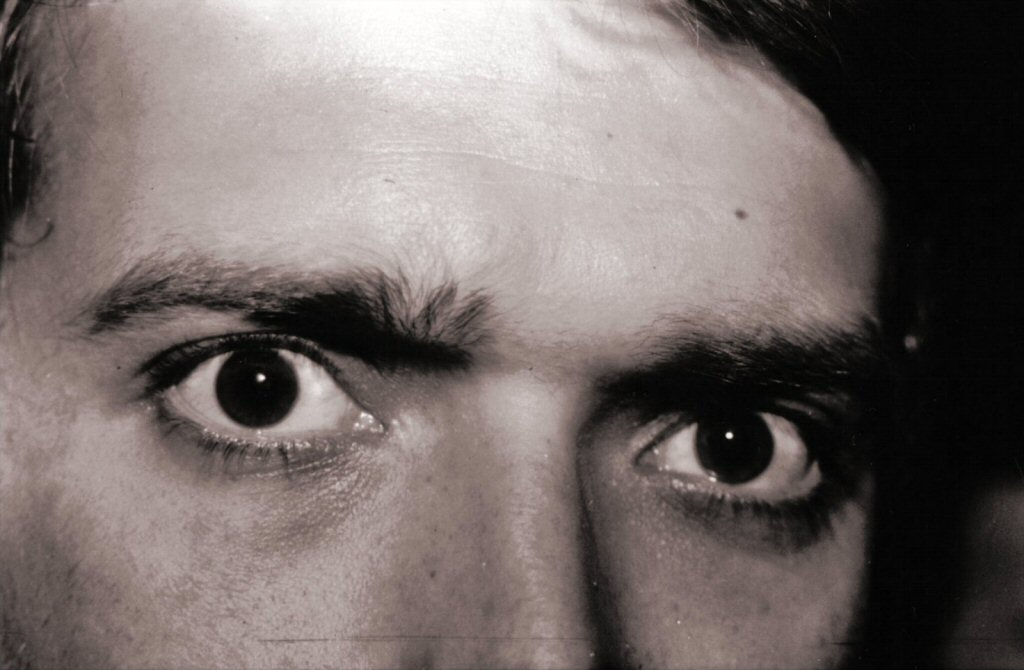
Der Blick des anderen

Sartre beschreibt zwei grundlegende Haltungen gegenüber anderen Menschen, zwischen denen wir wechseln und die sich ausschließen: Einen Anderen als Objekt betrachten (den Anderen erblicken) oder sich durch den anderen als Objekt betrachtet wahrnehmen (erblickt werden). Alle konkreten Beziehungen (Liebe, Gleichgültigkeit, Masochismus) zu Mitmenschen entspringen entweder der einen oder anderen Haltung, wobei die Beziehungen instabil (metastabil) sind und sich verändern.

„Ich befinde mich in einem öffentlichen Park. Nicht weit von mir sehe ich einen Rasen und längs des Rasens Stühle. Ein Mensch geht an den Stühlen vorbei. Ich sehe diesen Menschen, ich erfasse ihn gleichzeitig als einen Gegenstand und als einen Menschen. Was bedeutet das? Was will ich sagen, wenn ich von diesem Gegenstand behaupte, daß er ein Mensch sei?“

„Im Blick des Anderen erfahre ich den Anderen als Freiheit, die mich zum Objekt macht.“

##### Die Scham

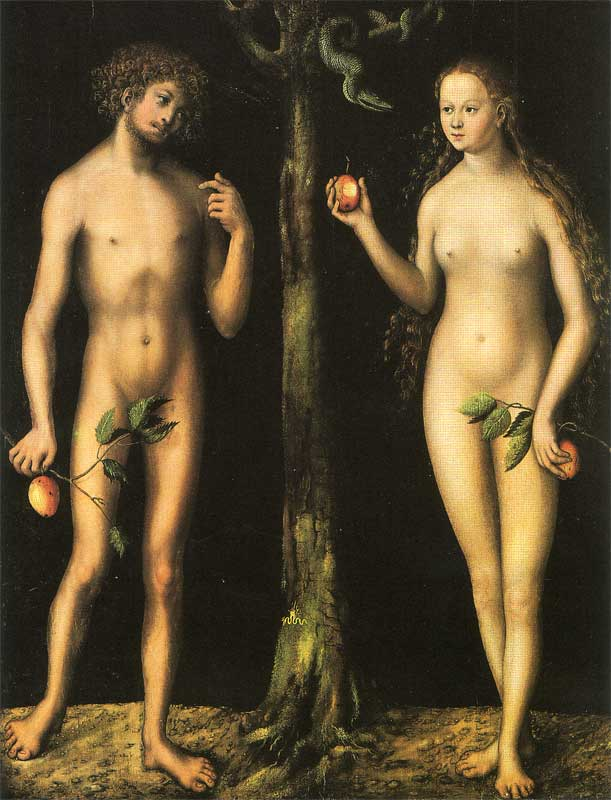
Und sie sahen, dass sie nackt waren

„Wenn es einen andern gibt, wer er auch sei, wo er auch sei, was immer seine Bezüge zu mir sein mögen, auch wenn er auf mich nicht anders als durch das bloße Auftauchen seines Seins einwirkt, ich habe ein Außen, ich bin eine Natur; mein Sündenfall ist die Existenz des anderen; und die Scham ist – wie der Stolz – die Wahrnehmung meiner selbst als Natur, wenn auch eben diese Natur mir entgeht und als solche unerkennbar ist.“

#### Die konkreten Beziehungen zum Anderen
Sartre konkretisiert in diesem Kapitel die zuvor nur grundsätzlich betrachteten Verbindungen mit dem Anderen Ausgang ist die konkrete Begegnung mit dem Anderen. Es gibt für Sartre nur diese konkrete Begegnung, die dem Für-sich-Sein seine Existenz für den Anderen aufzeigt und ihm aufzeigt, dass sich sein Sein ihm selbst entzieht. Sartre unterscheidet nun die erste Einstellung zum Anderen, auf deren Scheitern die zweite Haltung folgt und in dritter Konsequenz die Frage nach der Gemeinschaftserfahrung.
Die konkreten Beziehungen zum Anderen teilt Sartre in drei Kapitel auf:
- Die erste Einstellung zum Anderen: Liebe, Sprache, Masochismus
- Die zweite Haltung gegenüber Anderen: Gleichgültigkeit, Begierde, Hass, Sadismus
- Das Mitsein und das Wir

##### Die Liebe
Lieben heißt zu wollen, dass der Andere von einem geliebt werden will. Diese dialektische Verschränkung gibt einen Hinweis auf die Problematik der Beziehung des Anderen, die von Sartre als Konflikt gedacht wird. Basis für diesen Ausgangspunkt ist die folgende Überzeugung Sartres:

„Der Andere besitzt ein Geheimnis (…) dessen, was ich bin.“

und

„Der Blick des Anderen formt meinen Leib in seiner Nacktheit, läßt ihn entstehen, modelliert ihn, bringt ihn hervor, wie er ist, sieht ihn, wie ich ihn nie sehen werde.“

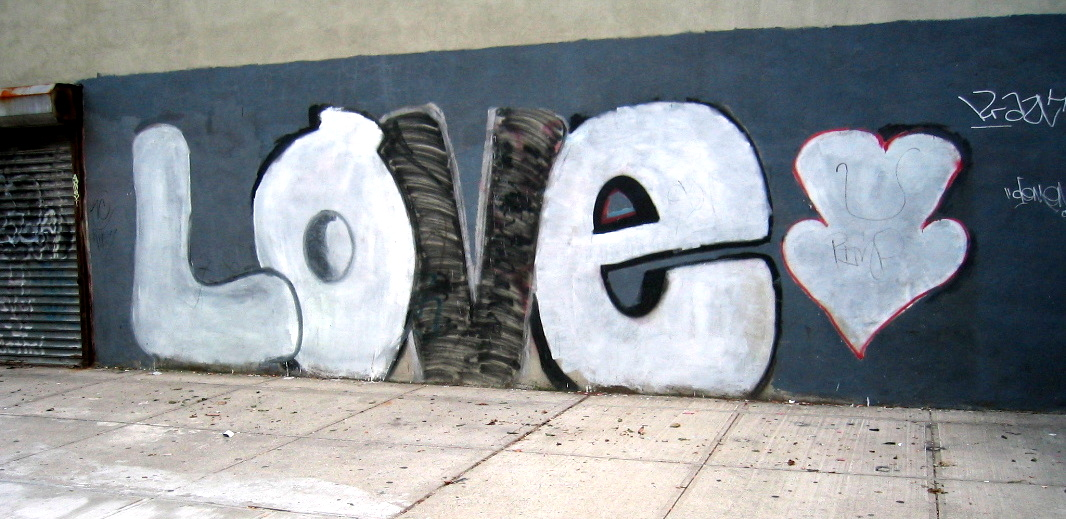
Liebe und Kampf

Da der Andere sich mir in seiner Freiheit entzieht, ist die Liebe, nach Sartre, die Möglichkeit, diese Trennung zwischen mir und dem Anderen zu überwinden. Allerdings scheitert der Versuch der Überbrückung an der grundsätzlichen Kluft zwischen zwei Menschen, die als Freiheit definiert werden und gerade diese Freiheit verlieren würden.

„Man will von einer Freiheit geliebt werden und verlangt, daß diese Freiheit als Freiheit nicht mehr frei sei, (…) daß diese Freiheit durch sich selbst gefangengenommen wird, daß sie (…), wie im Wahn, wie im Traum (…) ihre eigene Gefangenschaft will. Und diese Gefangenschaft soll freie und zugleich an unsere Hände gekettete Abdankung sein.“

Sartre gibt an, dass in der Liebe der Liebende versucht die Freiheit des Geliebten einzufangen. Der Andere soll mich lieben, so wie ich bin. Dieses „soll“ vernichtet aber die Freiheit des Anderen. Also muss der Liebende sein Gegenüber überzeugen ihn zu lieben, zu verführen. Allerdings liegt hierin schon der Ansatz des Scheiterns, da der Geliebte ja in gewisser Hinsicht auf den Liebenden hin manipuliert wird.
Eine gezwungene Liebe ist aber nun keine Liebe. Auch die Liebe, die aufgrund Vorspiegelung falscher Tatsachen erfolgt, ist keine Liebe; zumindest aus Sicht des Liebenden. Die Verführung, so Sartre ist aber nun eine Manipulation, da der Verführer sich so zeigt, wie er gesehen werde möchte, er gerade jene Seiten, die er nicht anerkennen möchte, verschweigt. So wird in der Anbahnung der Liebe gerade nicht direkt auf die eigenen Fehler hingewiesen, es sei denn kokettiert. Dieses Kokettieren steht allerdings im Dienste der Verdeckung, da sie gerade durch die explizite Darstellung der Fehler versucht von ihnen abzulenken.

„Verführung heißt, meine Objektheit für Andere ganz und gar und als ein Risiko auf mich nehmen, heißt, mich dem Blick des Anderen auszusetzen, heißt, die Gefahr laufen, gesehen zu werden, um dann einen neuen Anlauf zu nehmen und mir den Anderen in meiner und durch meine Objektheit anzueignen; ich weigere mich, das Gelände zu verlassen, wo ich meine Objektheit erfahre; auf diesem Gelände will ich den Kampf beginnen, indem ich mich zum bezaubernden Objekt mache“

Nach Sartre scheitert die Liebe genau an diesen Punkten. Da wir den Anderen sehen, und dieser so gesehen wird, wie er sich nicht sehen möchte, ist die Liebe eine dauernde konfligierende Situation, die sich nur in einer totalen Erkenntnis des Anderen auflösen könnte. Dieses ist aber nicht möglich und somit ist das Scheitern der Liebe gleichzeitig deren immerwährende Neuinszenierung.

### Haben, Machen und Sein
Im vierten Teil von „Das Sein und das Nichts“ zeigt Sartre auf, dass Handeln an die Freiheit gebunden ist und diese wiederum nur in Situationen gedacht werden kann. Hieraus leitet er dann die Verantwortlichkeit des Menschen für sein Tun ab.
Die Untersuchungen münden in Überlegungen zu einer existentiellen Psychoanalyse, die als Gegenentwurf zur Psychoanalyse Freuds zu sehen ist.

#### Sein und Machen

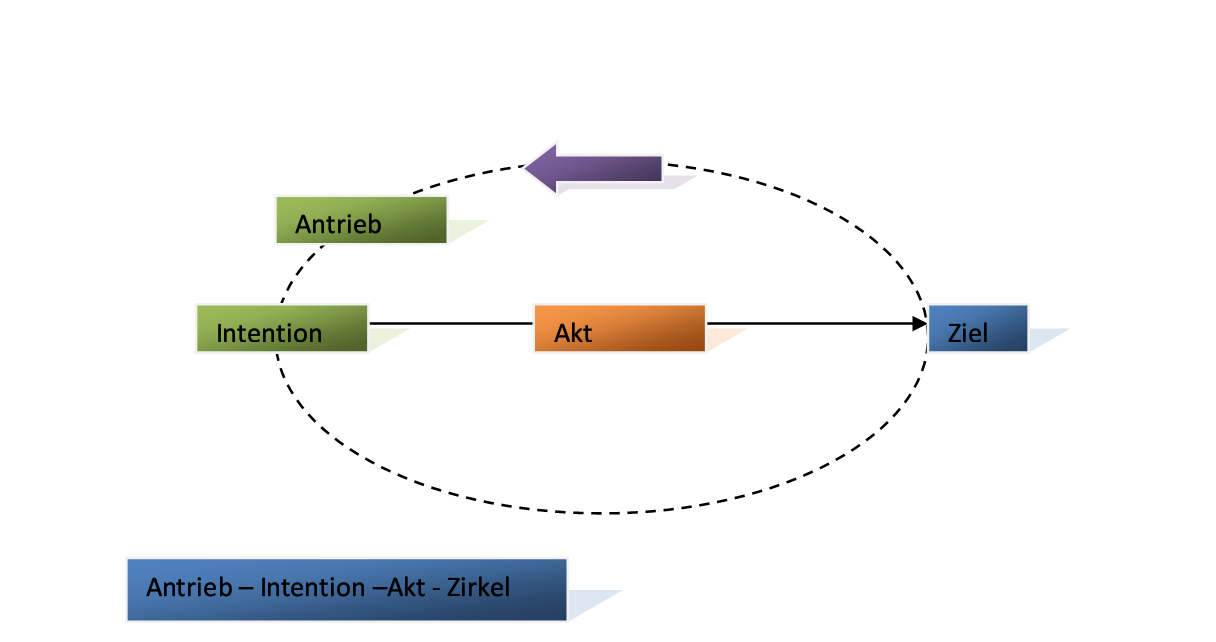
Der Grundentwurf im Handlungsmodell

Das Handlungsmodell Sartres lässt sich am besten am Antrieb-Intentions-Zirkel erläutern. Dieses unterscheidet sich grundsätzlich von dem Handlungsmodell des Aristoteles. Grundsätzlich kann gesagt werden, dass das Modell des Aristoteles ein geschlossenes Weltbild voraussetzt. Menschliches Handeln ist nach Aristoteles eine Form der Bewegung. Die Ethik fragt nun nach dem Ursprung, der arché dieser Bewegung. Aristoteles sieht sie in dem Streben nach dem Guten, dem agathon, auf das hin jedes menschliche Handeln ausgerichtet ist. Das Telos menschlichen Handelns ist demnach das Gute, da sich hierin das vernünftige Wesen des Menschen verwirklicht.
Um umrisshaft zu bestimmen, worin das Glück als oberstes Gut für den Menschen besteht, fragt Aristoteles: Worin besteht die spezifische Funktion oder Aufgabe (ergon) des Menschen? Sie besteht im Vermögen der Vernunft (logos), das ihn von anderen Lebewesen unterscheidet. Der für den Menschen spezifische Seelenteil verfügt über dieses Vermögen der Vernunft; der andere Seelenteil, der sich aus Emotionen und Begierden zusammensetzt, ist zwar selbst nicht vernünftig, kann sich aber durch die Vernunft leiten lassen. Um das Glück zu erlangen, muss das Individuum das Vermögen Vernunft gebrauchen, nicht bloß besitzen, und zwar auf Dauer und in einem Bestzustand (Arete). Demgemäß ist „das Gut für den Menschen“, das Glück, eine

„Tätigkeit der Seele gemäß der Gutheit (kat’ aretên), und wenn es mehrere Arten der Gutheit gibt, im Sinn derjenigen, welche die beste und am meisten ein abschließendes Ziel (teleios) ist. Hinzufügen müssen wir noch: 'in einem ganzen Leben'. Denn eine Schwalbe macht noch keinen Frühling, auch nicht ein Tag. So macht auch ein Tag oder eine kurze Zeit keinen selig (makarios) und glücklich (eudaimôn).“

Sartre kann dieses Modell nicht übernehmen, da eine phänomenologische Ontologie kein Wesen, sei es vernünftig, sei es biologisch, kennt. Wenn die Existenz der Essenz vorausgeht, so kann Handeln nicht an wesenshafte Aspekte gebunden sein. Hier zeigen sich die Implikationen des sartreschen Denkens auf der Ebene der Moral. Weder das Glück, noch der Trieb zum Überleben sind grundsätzliche Zielpunkte des Handelns. Allein der Mensch setzt diese Ziele als Werte. Zwar ist Sartres Ansatz dem aristotelischen ähnlich, nur dass er das Telos des Handelns nicht im Guten bzw. Glück sieht, sondern durch den Menschen selbst gesetzt. Damit gibt es eine Übereinstimmung in der Struktur des Handelns, jedoch nicht in den inhaltlichen Bestimmungen der einzelnen Abschnitte.
Die beiden Systeme lassen sich folgendermaßen gegenüberstellen:
| Aristoteles                | Jean-Paul Sartre                    |
| -------------------------- | ----------------------------------- |
| das Gute (agathon)         | Freiheit                            |
| Streben (orexis)           | Ur-Wahl (Grundentwurf)              |
|                            | Intentionalität (Transzendenz)      |
| freiwillig – überlegt      | Antrieb (Wille) – Motiv (Reflexion) |
| Entscheidung (prohairesis) | Entscheidung                        |
| Handlung (praxis)          | Handlung                            |

## Wirkungsgeschichte
Trotz seiner enormen Verbreitung und hohem Bekanntheitsgrad, der sicherlich auf die Modeströmung des Existentialismus nach dem Zweiten Weltkrieg zurückzuführen war, handelt es sich bei dem Das Sein und das Nichts um ein streng fachphilosophisches Werk, dessen wissenschaftlicher Anspruch sich bereits in der komplexen Einleitung zeigt. Deren Lektüre ist für das Verständnis des gesamten Werkes notwendig, da Sartre hier die Grundelemente seiner phänomenologischen Ontologie ausarbeitet.
Das Werk stellt hohe Anforderungen an den Leser, die Auseinandersetzung mit seinem ideengeschichtlichen Hintergrund ist komplex. Es steht selten auf dem Seminarplan des akademischen Lehrbetriebs. Ein Grund dafür mag sein, dass

„Jean-Paul Sartres Philosophie eine Philosophie (ist), auf die sich zu viele Philosophen, Akademiker und Laien berufen, die aber zu wenige lesen – zumindest ernsthaft lesen.“

oder auch, dass Sartres Philosophie die Philosophie ist, die

„… immer noch nicht richtig verstanden wird.“

Es bleibt der Eindruck, dass es das Werk ist, welches am stärksten verzerrt und verfälscht worden ist. Dies trifft insbesondere auf die durch die Heidegger-Rezeption geprägte Sichtweise zu, die Sartres Analysen konkret menschlicher Phänomene, als einen Rückfall in ontische Betrachtungen vorwirft, das heißt, Sartre betrachte das Sein nicht im Sinne der Ontologischen Differenz, sondern fällt auf den vorontologischen Status, auf die Ebene des Seienden zurück. Allerdings zeigt sich in der neueren Rezeption des Werkes ein neues Interesse an dem sartreschen Denken durch analytische Autoren wie Arthur C. Danto oder Gregory McCulloch.

## Kritik
Die Kritik an Das Sein und das Nichts lässt sich in zwei große Lager unterteilen. Der eine Teil bezieht sich auf die grundsätzliche Kritik, die eine phänomenologische Ontologie von Seiten der analytischen Philosophie erhält. Diese Kritik ist ähnlich der Kritik, die an der Hermeneutik der Faktizität Heideggers geübt wurde.
Die zweite Stoßrichtung der Kritik am Denken Sartres bezieht sich am methodischen und inhaltlichen Vorgehen des Werkes. Da diese Kritik sich an einzelnen Aspekten der hier dargestellten Begriffe bezieht, stehen diese hier im Vordergrund.

## Biographisches
- Annie Cohen-Solal: Sartre. 1905–1980. Reinbek b. Hamburg 1991
- Simone de Beauvoir: In den besten Jahren. Reinbek b. Hamburg

### Einführungen
- Thomas Blech: Bildung als Ereignis des Fremden. Freiheit und Geschichtlichkeit bei Jean-Paul Sartre. Tectum Verlag, Marburg 2001 (Zugl: Köln, Univ. Diss. 2001).
- Bernard-Henri Lévy: Sartre. Der Philosoph des 20. Jahrhunderts. Hanser, München 2002.
- Traugott König (Hrsg.): Sartre-Lesebuch. Den Menschen erfinden. Rowohlt, Reinbek bei Hamburg 1986.
- Arthur C. Danto: Jean-Paul Sartre. Steidl-Verlag, Göttingen 1992.
- Martin Suhr: Sartre zur Einführung. 2. Auflage, Junius, Hamburg 2004, ISBN 3-88506-394-8.
- Ferdinand Fellmann: Phänomenologie. Hamburg 2006, ISBN 3-88506-616-5.

### Spezielle Literatur
- Bernhard Waldenfels: Phänomenologie in Frankreich. Frankfurt 1987, ISBN 3-518-28244-1

1. ↑  Waldenfels, S. 79.
2. ↑  Waldenfels, S. 82.
3. ↑  Waldenfels, S. 80.

- Thomas Damast: Jean-Paul Sartre und das Problem des Idealismus. Berlin 1994, ISBN 3-05-002309-0
- Alfred Dandyk: Unaufrichtigkeit. Die existentielle Psychoanalyse Sartres im Kontext der Philosophiegeschichte. Würzburg 2002, ISBN 3-8260-2349-8

1. ↑  Dandyk, S. 61
2. ↑  Dandyk

- Bernhard N. Schumacher (Hrsg.): Jean-Paul Sartre: Das Sein und das Nichts. Akademie Verlag, 2003, ISBN 3-05-003236-7

1. ↑  Schumacher, S. 198–210.
2. ↑  Schumacher, S. 3.
3. ↑  Schumacher, S. 4
4. ↑  Schumacher, S. 4.

- Wolfgang Brauner: Das präreflexive Cogito. München 2007

1. ↑  Brauner, S. 97.
2. ↑  Brauner, S. 96.
3. ↑  Brauner, S. 98.